# Нападение помидоров-убийц (фильм)
«Нападение помидоров-убийц» (англ. Attack of the Killer Tomatoes) — комедийный фильм ужасов в жанре «чёрного юмора» 1978 года производства США.

## Сюжет
Из раковины восстаёт помидор, который зажимает некую домохозяйку в угол и убивает её. Чуть позднее полиция исследует тело погибшей, обнаруживая, что красная жидкость на ней — отнюдь не кровь, а… томатный сок.
Начинаются убийства людей помидорами. Администрация президента пытается убедить население, что опасности нет, а тем временем сам президент создаёт команду для борьбы с угрозой: руководитель — Мейсон Диксон, члены — специалист по маскировке Сэм Смит; военный водолаз Грег Колбёрн; олимпийская чемпионка СССР по плаванию Гретта Аттенбаум и десантник Уилбур Финлеттер.
Команда начинает всевозможными способами бороться с возникшей угрозой.
Вскоре Гретта убита. Генеральный штаб принимает решение бросить все Вооружённые силы на Западное побережье страны. Тем временем Диксон случайно обнаруживает, что на помидоры-убийц губительно действует некая поп-песня, поэтому он собирает оставшихся в живых людей на стадионе, куда вскоре начинается атака помидоров. Включив смертоносную песню через громкоговорители, Диксон уничтожает помидоры: люди давят беззащитные овощи ногами.
Фильм заканчивается тем, что морковь, растущая на Земле, довольно произносит: «Отлично, парни. Вы с ними справились…» (All right, you guys. They’re gone now).